# Бадрак Валентин Володимирович
Валентин Володимирович Бадрак (нар. 1968, Черкаси) — український російськомовний письменник, публіцист. Фахівець у сфері впливу засобів масової інформації.
Директор неурядової, аналітичної організації «Центр досліджень армії, конверсії та роззброєння» (ЦДАКР). Автор низки книжок та публікацій у сфері мотивації людської діяльності, розвитку особистості безпеки, а також безпеки держави. Розробник методу геній-терапії (2008 р.).

## Життєпис
Народився в 1968 році в Черкасах. За власним визнанням є росіянином за етнічним походженням та мовою, але українцем за громадянством, політичним поглядами та ідеологією; прихильник українізації.
У 1989 році закінчив Рязанське повітрянодесантне командне училище, а у 1996 році — Київський національний лінгвістичний університет.
Кандидатська дисертація: «Фактори ефективності впливу друкованих ЗМІ (преси) на електорат» (Київський національний університет ім. Т. Шевченка, 2000).
Був учасником програм США «Foreign Policy Challenges Facing the United States and Europe» (1998) та «The Harvard Ukrainian National Security Program» (2000).
З 1999 року — директор Центру досліджень армії, конверсії та роззброєння, з липня 2006 року — член Громадської ради при Службі безпеки України. Автор низки публікацій у сфері безпеки. Упродовж останніх двох десятків років вивчає мотивації у різних сферах людської діяльності.

## Книги
У 2004 році у співавторстві з Сергієм Згурцем та Сергієм Максимовим видав книгу «Культ: оружейный бизнес по-украински».
У 2005 році побачила світ перша книга серії «Стратегии гениев» — «Антология гениальности». Допрацьовану та перейменовану у «Стратегии гениальных мужчин», цю книгу було видано видавництвом «Фоліо» у 2007 році разом з другим томом — «Стратегии гениальных женщин». У 2008 році вийшла третя книга серії — «Стратегии злых гениев». Нарешті, в 2009 році, з виходом нової книги «Стратегии счастливых пар» було завершено роботу над чотиритомною серією «Стратегии гениев».
Крім того, у 2008 році спільно зі Сергієм Згурцем Валентин Бадрак завершив та видав дослідження «Военно-техническое сотрудничество Украины с Россией: Развенчание мифов».
У 2011—2015 роках серію книг з розвитку особистості доповнили книжки «Стратегии выдающихся личностей (учебник для каждого)» (2011), «Как выйти замуж за принца и сделать его королем» (2013), «Как преодолеть личную трагедию» (2016), «Как воспитать незауядную личность» (2015).
У 2011 році побачила світ дилогія «Восточная стратегия», що складається з двох книжок «Родом из ВДВ» та «Офицерский гамбит» (книжки, що розповідають про діяльність стратегічної агентурної розвідки РФ на території України та підготовку військ ПДВ і розвідників).
У 2014 році видано роман у двох книгах «Чистилище» («Вирус» та «Тысяча звуков тишины»), присвячений можливостям духовного розвитку людини, утвердженню найважливіших цінностей буття та розкриттю прихованого потенціалу людини.
У 2013 році у видавництві «Брайт Стар Паблішинг» вийшла книга — аналіз жіночих образів «Як вийти заміж за принца і зробити його королем».
У 2015 році видавництво «Фоліо» видало ще дві тренінгові книги формату pocket-book: «Як подолати особисту трагедію» — книга-тренінг, що розповідає про Самовплив образами видатних людей, які пережили трагедію. Та книгу «Як виховати непересічну особистість», в якій проаналізовано вплив батьків на видатних особистостей.
Виданням книги «Обличчя цивілізації. Уроки видатних особистостей» у 2017 р. фінішував десятирічний спільний проект Валентина Бадрака і видавництва «Фоліо» у презентації стратегій видатних людей цивілізації.
У газеті «Дзеркало тижня» автор зазначив з цього приводу наступне: «У книзі, робота над якою тривала 24 роки, представлено понад 300 осіб, використані елементи синтетичного аналізу, створені і представлені вдосконалені форми геній-терапії. В ній також затверджені ключові умови розвитку цивілізації і образ особистості майбутнього, який неодмінно повинен спиратися на базові духовні цінності, критичне мислення і психологічну установку формувати простір гармонії на планеті».
У 2020 році у видавництві «Брайт Стар Паблішинг» вийшов третій роман Валентина Бадрака «Собор. Киевский перекресток Вильгельма Котарбинского» [Архівовано 5 березня 2021 у Wayback Machine.], який присвячено розписам Володимирського собору у Києві. «Я не стверджуватиму, що це роман про Котарбінського… Навіть, це не роман про Володимирський собор, Київ чи Україну. Врешті-решт, це роман про людську місію, і філософія польського митця дуже добре підходить для незвичної, але досить яскравої ілюстрації» — сказав автор в одному з інтерв'ю [Архівовано 11 лютого 2021 у Wayback Machine.] після виходу книги.

## Сімейний стан
Одружений. Має доньку та сина.